# Григолети

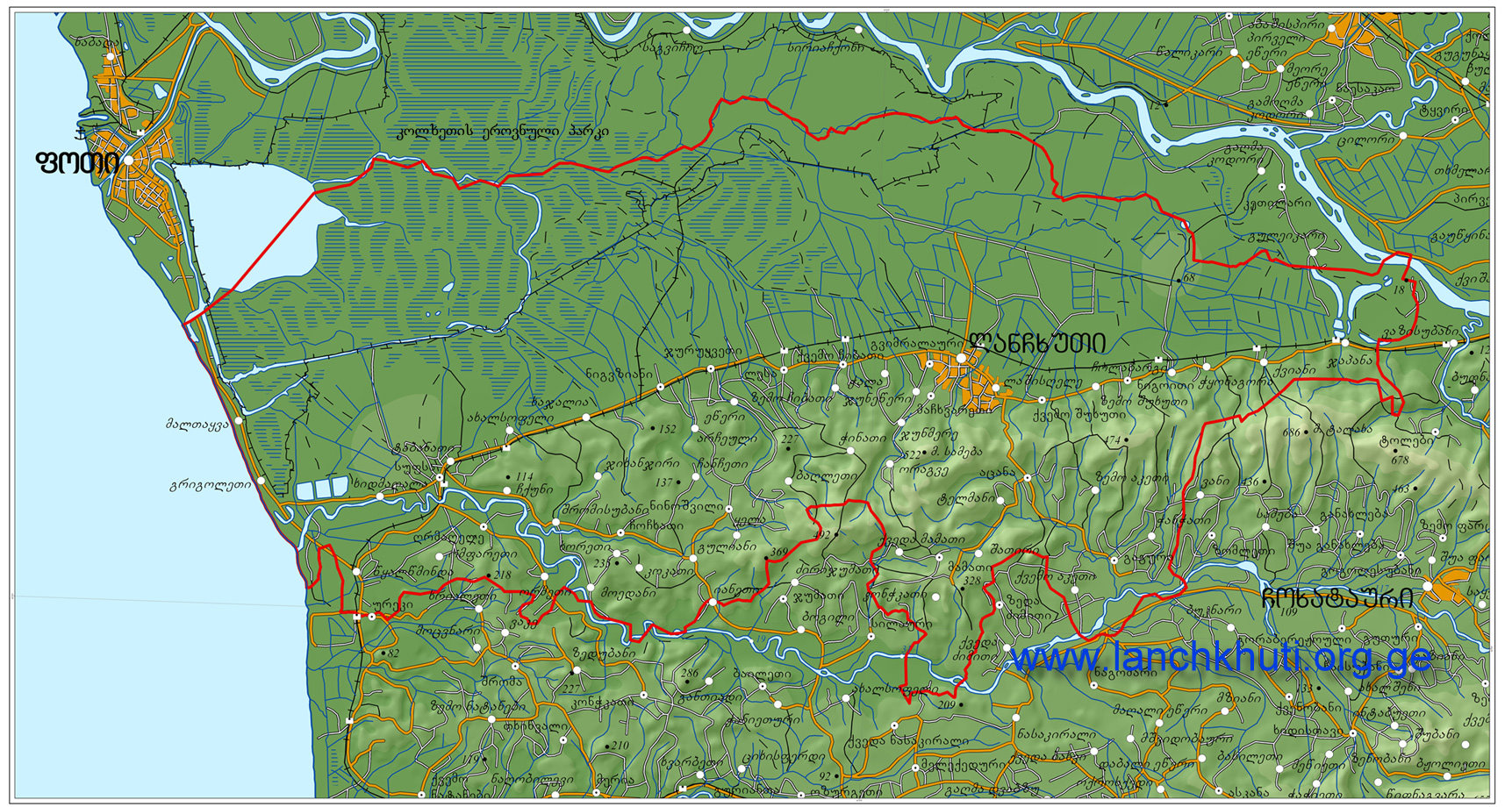
Карта южной части черноморского побережья Грузии

Григоле́ти (груз. გრიგოლეთი) — село в Ланчхутском муниципалитете края Гурия, Грузия. Принадлежит к сельской общине Супса.
Село расположено на берегу Чёрного моря, на Гурийской низменности, на высоте 3 метров над уровня моря. Через село проходит международная магистраль С2 (Тбилиси—Сенаки—Поти—Сарпи). В селе также имеется месторождение торфа.
Население составляет 286 человек по итогами переписи 2014 года, из них большинство грузины.
Также в Григолети проживает община русских старообрядцев, там находится приход Русской древлеправославной церкви.

## Курорт
Григолети — один из самых известных черноморских курортов Гурии. Вокруг растут многолетние сосны, пляж состоит из известного своими лечебными свойствами магнитного песка, который особенно полезен при ревматических и суставных болезнях. Григолети пользуется большой популярностью как среди желающих восстановить своё здоровье, так и среди молодёжи. На территории села расположено Григолетское озеро.